# روسا (جنس)
الروسا (الاسم العلمي: Rusa) جنس من الأيائل متوطن في جنوب آسيا. تدرج ضمن أسرة أيائل العالم القديم (الاسم العلمي: Cervinae)، لكن الأدلة الوراثية تشير إلى أنه جنس مستقل بذاته.

## اقرأ كذلك
- قائمة مزدوجات الأصابع حسب العدد
- روسا جاوي